# Aqsis
Aqsisは自由なRenderMan準拠のレンダリングスイートである。ライセンスはBSDライセンスで提供される。Paul Gregoryが開発とプロジェクトマネジメントを行っている。
Aqsisプロジェクトは、レンダラ、シェーダコンパイラ及びいくつかのサポートコンポーネントから構成される。Aqsisは、PixerのPRManと同様に、高速で、巨大なシーンデータを効率的にハンドリングするen:Reyes renderingが実装されている。そして、ディスプレースメントシェーダをよくサポートする。他の多くのオープンソースプロジェクトと同様に、AqsisはSourceForge上で管理され、活発な開発が続いている。
Reyesの制限により、Aqsisはレイトレーシングのようなグローバルイルミネーションの機能が欠けているが、実装する取り組みが行われている。現在の安定版は1.4であり、ほとんど全ての機能がサポートされている。
en:MakeHumanプロジェクトは人体のリアリスティックレンダリングにAqsisを用いている。